# Петер Ернст II фон Мансфелд
Петер Ернст II фон Мансфелд (на немски: Peter Ernst II von Mansfeld, „Ernst von Mansfeld“, „Ernest comte de Mansfelt“; * 1580, Люксембург, † 29 ноември 1626, Раковица, Босна (област) при Сараево) е граф от Дом Мансфелд, значим наемник-генерал и военачалник през Тридесетгодишната война.
През 1620 – 1626 г. той е частен генерал в боевете против хабсбургския император и неговите съюзници (Испания, Бавария и Католическата лига).

## Биография
Той е син на (fils naturel) на фелдмаршал граф Петер Ернст I фон Мансфелд (1517 – 1604), испански кралски щатхалтер на Люксембург, от 1594 г. издигнат от император Рудолф II в имперското княжеско общество с титлата принц и комт де Мансфелт.
През 1595 г. Петер Ернст, на 15-годишна възраст, е изпратен с по-големия си (полу) брат княз Карл (* 1545; † 14 август 1595) в дългата турска война (1593 – 1606) и остава на бойното поле дълги години. Той служи след това на Хабсбургите и от 1604 – 1607 г. и в Нидерландия. Католикът Ернст не е доволен от Хабсбургите и отива през 1610 г. при протестантите.
През 1611 – 1621 г. той е на служба на Протестантския съюз на Курпфалц. Получава заповедите от княз Христиан фон Анхалт, Йоахим Ернст фон Бранденбург-Ансбах.
През 1616 – 1617/18 г. Мансфелд командва при тайни задачи немската войска в Италия на служба при херцог Карл Емануил I от Савоя по време на първата Мантуанска наследствена война (1612/13 – 1617). През 1619 г. получава от него господствата Кастел-Нуово (Кастелнуово д'Асти, днес Кастелнуово Дон Боско) и Бутиглиера (Бутилиера д’Асти) в Княжество Пиемонт, като Маркизат. През 1618 – 1621 г. се бие за Савоя в Бохемия. През април 1624 г. започва служба за Англия (1624 – 1626).
На път за кораба за Венеция Мансфелд пристига в Босна. В село Раковица, в планината над Сараево, той получава кръвоизлив (туберкулоза), диктува завещанието си и умира следващата нощ (29/30 ноември 1626). Погребан е на остров при тогава венецианския Спалато.